# Битва за Лоррейн

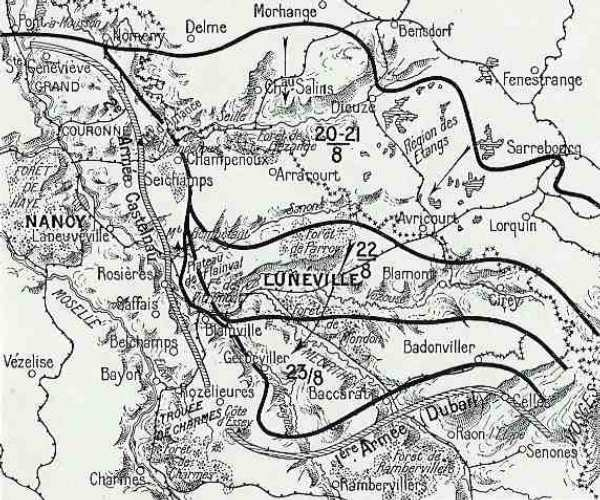
Відступ французьких військ у Лоррейні. 20-23 серпня 1914

Битва за Лоррейн (фр. Bataille de Lorraine, нім. Schlacht in Lothringen) (14—25 серпня 1914) — битва між французькими та німецькими військами на Західному фронті під час Першої світової війни. Складова Прикордонної битви на першому етапі війни. 14 серпня французькі 1-ша та 2-га армії перетнули французько-німецький кордон та вторглися до Лотарингії. Армії зійшлися з німцями в боях під Моранжем та Сарребургом (14—20 серпня) та при Мортані (14-25 серпня). Як і Ельзас, провінція Лотарингія перебувала під німецькою окупацією з 1871 року після французької поразки у франко-прусській війні 1870—1871 років. Визволенням цієї провінції, багатої на поклади вугілля та заліза та важливого вузла залізничних та автомобільних мереж в укріпленому місті Мец, було предметом національної гордості. Дозволивши французам досягти певного прогресу на першій стадії їхнього наступу, і з наміром втягнути головні сили французьких військ у прикордонні бої на другорядному напряму, кайзерівське командування виграло час для німецьких армій, що успішно просувалися Бельгією. Здобувши стратегічну перемогу, війська Німецької імперії раптово перейшли в контрнаступ у Лотарингії, та розгромили французів, завдавши їм значних втрат.

## Битва
14 серпня розпочався основний наступ французів на півдні, коли 1-ша армія (генерал Огюст Дюбай) двома корпусами просунулася до Вогезів та двома корпусами на північний схід до Саррбура, водночас два правофлангові корпуси 2-ї армії (Генерал Едуар де Кастельно) наступали ліворуч від 1-ї армії. Один корпус і Друга група резервних дивізій повільно просувалися до Моранжа, прикриваючи з флангу ударне угруповання від німецького удару з боку Меца. До 8 серпня 1-ша армія захопила кілька перевалів на південь, щоб захистити південний фланг, коли армія просувалася до Донона та Саррбура.
Попри застереження Жоффра щодо недопущення розосередження основних сил, армія повинна була просуватися до перевалів Вогезів на південний схід, на схід до Донона і на північний схід до Саррбура. Німецькі війська протягом дня відступили, Донон був взятий, а на лівому фланзі французи заглибилися на 10–12 км. У сутінках 26-та дивізія XIII корпусу атакувала позиції противника біля Сіре, де потрапила під вогонь німецької артилерії та кулеметів, у наслідок чого французи відступили з великою кількістю жертв. 15 серпня 2-га армія проінформувала, що німецька артилерія великої дальності змогла безперешкодно бомбардувати французьку артилерію та піхоту, і що німецька піхота, яка міцно закріпилася на позиціях, завдала французам багато втрат під час атаки.
Після артилерійської підготовки 2-га армія перейшла в атаку, але під вогнем противника змушена була відступити. За даними розвідки передові підрозділи німецьких 6-ї та 7-ї армій (об'єднаних під керівництвом кронпринца Баварії Руппрехта), впритул наблизилися до позицій французьких військ, і що контрнаступ неминучий. 16 серпня німці продовжували обстріл атакуючих французів артилерією далекої дії, а 17 серпня 1-ша армія відновила спроби продовжити наступ на Саррбур. Коли було виявлено, що німці покинули місто, Жоффр наказав 2-й армії змінити напрям наступу далі на північ, що призвело до збільшення розосередження французьких армій.
20 серпня кайзерівські війська перейшли в контрнаступ, по всьому фронту зав'язали окремі бої. Під ударами потужних угруповань противника французькі армії були розбиті і відступили в безладді. Німецьке переслідування йшло повільно, і Кастельно зміг зайняти позиції на схід від Нансі і розширити праве крило на південь, щоб відновити зв'язок з 1-ю армією. 22 серпня на правий фланг прийшовся потужний удар німців, унаслідок чого французи відступили від рубежів та позицій, з яких починали наступ 14 серпня, на 25 км. 1-ша армія відходила, але зуміла зберегти зв'язок з 2-ю армією. У період з 24 по 26 серпня обидві французькі армії відбили наступ німецьких військ у битві при Труе де Шарм і до початку вересня відновили лінію оборони, яку займали станом на 14 серпня.